# 颶風蒂娜 (1992年)
颶風蒂娜是1992年太平洋颶風季中最強的風暴；並曾經短暫地威脅陸地。蒂娜生成之年為破記錄的一年，該年有二十四個熱帶氣旋、二十二個熱帶風暴、十四個颶風和八個大型颶風。此風暴是在9月17日在一股東風波中生成。其緩慢向西移動並增強成一颶風。其後一道高壓脊斷裂並移到北面令一道低壓槽重新引導蒂娜向北移向陸地，同時此風暴仍緩慢移動並緩慢地減速。之後該低壓槽斷裂並被一道強的高壓脊取代。蒂娜故此改變移動方向並向海面移動。並增強成一四級颶風；中心氣壓為932毫巴。其後此風暴緩慢地減弱並向北移動。熱帶低氣壓蒂娜在短暫地進入中太平洋颶風中心（CPHC）的職責範圍後在10月11日消散。雖然此風暴沒有登陸陸地，但仍然為墨西哥西部帶來暴雨。

## 氣象歷史
蒂娜原先是一股在9月5日離開非洲海岸的東風波。六日後，該東風波橫過小安地列斯群島。該東風波曾經在進入加勒比海時產生一些紊亂的對流，但該處的強風切變繼續增強令其停止發展。在9月16日，當其位於阿卡普爾科之西約480公里時，該東風波已進入東太平洋海域。該系統開始變得更有組織。 其後在9月17日的12：00UTC，除着該擾動變得極有組織。，國家颶風中心升格該擾動為一熱帶低氣壓，為該風季中的第二十二個熱帶氣旋。 該熱帶低氣壓在之後的一日增強為熱帶風暴蒂娜。其後該系統進入增強階段，令此風暴在增強成熱帶風暴之後的24小時達至中等風暴的強度。 而國家颶風中心也預測此風暴會成為一颶風。
和預測一樣，蒂娜在協調世界時9月20日下午6時達到颶風強度。 其後此風暴的強度在之後的一日達到首次最高強度，風力時速140公里。 但在9月21日，風切變開始破壞此颶風的結構， 其深層對流活動開始減少， 令蒂娜減弱為一熱帶風暴。此風暴在兩日後再次增強為颶風， 可是颶風獵人偵察機的資料顯示此風暴再一次減弱為一熱帶風暴，蒂娜的第二次最高強度自此結束。 在9月24日，因為副熱帶高壓脊連續地減弱的同時，一道位於中至低層的低壓槽在此風暴的北面通過，令一股反氣旋不久後在下加利福尼亞州沿岸生成，導致熱帶風暴蒂娜轉了一個急彎向東北偏北方移動；並朝向墨西哥西部沿岸。
但在9月27日，一股轉向氣流令蒂娜再次轉到有幑弱風切變的海面上，並移離墨西哥沿岸。隨後此熱帶風暴開始再次增強，並在9月底再次增強至颶風強度。 在9月28日，此颶風達到大型颶風的強度。在之後的一日，蒂娜繼續增強，並達到薩菲爾-辛普森颶風等級中的四級颶風強度。 到了9月29日，當此颶風離墨西哥沿岸140公里時，氣壓已降至944毫巴；風速已達到每小時230公里。去到9月30日的凌晨，蒂娜已達到風力時速240公里，氣壓930毫巴的最高強度。在10月1日，該颶風的強度開始變得起伏不穩。
在之後的一日，蒂娜向北移動，令此風暴移到風切變正在加強和海面溫度比較冷的海域上。此時，該風暴的風眼開始變得巨大，其中以10月4日的尺寸最大。但是，變得惡劣的大氣環境令蒂娜開始減弱；並在10月4日減弱為熱帶風暴。此風暴的移動也因引導氣流微弱而減慢。 結果，此風暴繼續減弱，並被降格為一熱帶低氣壓。在此時，此風暴只剩下少量的漩渦型雲層和深層對流。 在之後的一日，蒂娜進入中太平洋颶風中心的職責範圍，但在短短六小時後，其風速已降至每小時48公里。 雖然蒂娜已移到冰冷的海域上，但此時該風暴仍維持着少量的深層對流，直至在10月11日消散為止。

## 防災措施、影響和記錄
在熱帶風暴蒂娜朝向墨西哥沿岸移動時，雖然所有熱帶氣旋預報模型均正確預測此風暴會在其後的時間轉向西面移動，但國家颶風中心仍認為蒂娜有登陸的可能性。當蒂娜在墨西哥沿岸掠過時，它為墨西哥西部沿岸帶來暴雨，並造成水浸。
蒂娜共計存在了22日，打破颶風菲喬的紀錄成為持續時間最長的東北太平洋熱帶氣旋， 也曾經是有紀錄以來持續時間最長的熱帶氣旋，但該紀錄被數年後的颶風約翰打破。